# CrimeCraft
CrimeCraft — мультиплеерная игра в жанре шутера. В разработке принимали участие сотрудники киевского представительства компании Vogster Entertainment. CrimeCraft стала первой мультиплеерной игрой, разработанная на пост советском пространстве с использованием технологии Unreal Engine 3.0.

## Сюжет
Действие игры происходит в вымышленном американском городе Санрайз-Сити и прилегающих к нему территориях. Город, являющийся самым безопасным местом, обнесен бетонной стеной, которая ограждает его от заброшенных фабрик, станций и прочей разрухи. По ту сторону стены разворачиваются основные боевые действия: несколько группировок сражаются за власть, территорию и деньги.

## Обзор
В США CrimeCraft была выпущена 25 августа 2009 года. В конце октября 2009 года, CrimeCraft выпустили своё первое крупное обновление, которое включает неограниченную бесплатную пробную версию. После выпускались регулярные обновления к игре, добавлялось большое количество контента, которые исправляли крупные ошибки, присутствовавшие в игре на старте.